# Frères Cascio
Pour les articles homonymes, voir Cascio.
Les frères Cascio, fratrie composé de Eddie alias « Angel », Frank, et Dominic,  sont des producteurs de musique originaires des États-Unis d'Amérique.

## AlbumMichael
Eddie Cascio et James Porte sont à l'origine de trois chansons réalisées par un imitateur vocal qui sortiront dans le premier album posthume de Michael Jackson, Michael, sorti en 2010. Il s'agit des chansons : Breaking News, Keep Your Head Up et Monster.